# Myasishchev M-50
Il Myasishchyev M-50 (in caratteri cirillici Мясищев М-50, nome in codice NATO Bounder')  era un bombardiere strategico quadrimotore a getto con capacità supersoniche progettato dall'OKB 23 diretto da Vladimir Michajlovič Mjasiščev e sviluppato in Unione Sovietica nei tardi anni cinquanta.
Rimasto allo stadio di prototipo non entrò mai in servizio a causa della sospensione del programma, nel 1960.

## Storia del progetto
I lavori di progettazione riguardanti un nuovo bombardiere strategico supersonico vennero intrapresi dall'OKB Myasishchev nel 1956. Il nuovo aereo, nelle intenzioni dei tecnici, avrebbe dovuto trasportare i missili da crociera Myasishchev M-61, il cui sviluppo era curato dallo stesso ufficio tecnico.
Lo sviluppo dell'aereo, chiamato M-50, soffrì però diversi problemi, legati in particolare allo sviluppo dei motori. Il sistema propulsivo avrebbe infatti dovuto essere il punto di forza del velivolo, ma i programmi legati ai motori soffrirono di notevoli ritardi. Così, quando il prototipo volò per la prima volta, nel 1957, i turboreattori installati erano provvisori: nello specifico, si trattava di due Dobrynin VD-7M ed altrettanti VD-7B, che erano molto meno potenti di quelli che avrebbero dovuto essere effettivamente montati. La velocità raggiunta fu di Mach 0,99. Fondamentalmente, l'M-50 fu solo un dimostratore di tecnologia, costruito in un unico esemplare, per quello che avrebbe dovuto essere il progetto definitivo, l'M-52.
L'M-52 volò nel 1959, ed imbarcava i nuovi motori appositamente progettati. Il nuovo sistema propulsivo permise all'aereo il raggiungimento dei 1.950 km/h (Mach 1,83): si trattava di prestazioni di grande rilievo, ma nonostante questo il nuovo bombardiere non entrò mai in servizio. Anche in questo caso, ne fu costruito solo uno.
Infatti, nel 1960, i vertici delle forze armate sovietiche, impressionate dagli eccezionali risultati raggiunti dalla tecnologia missilistica, decisero di ridimensionare tutti i programmi relativi a bombardieri strategici ad altissime prestazioni, e di concentrare tutti gli sforzi sui missili balistici. Il progetto venne considerato obsoleto e, nell'ambito di un programma di riordino degli uffici tecnici in cui venne sciolto pure l'OKB Myasishchev, venne definitivamente cancellato.

## Tecnica
L'M-50 (e l'M-52) per l'epoca era un progetto estremamente avanzato. Dal punto di vista della struttura, era caratterizzato da piani di coda convenzionali ed ali a delta. Il carrello principale era composto da quattro ruote ed era posto sotto la fusoliera, mentre altri due (con due ruote l'uno) erano sistemati sotto le ali, in modo da aumentare la stabilità dell'aereo.

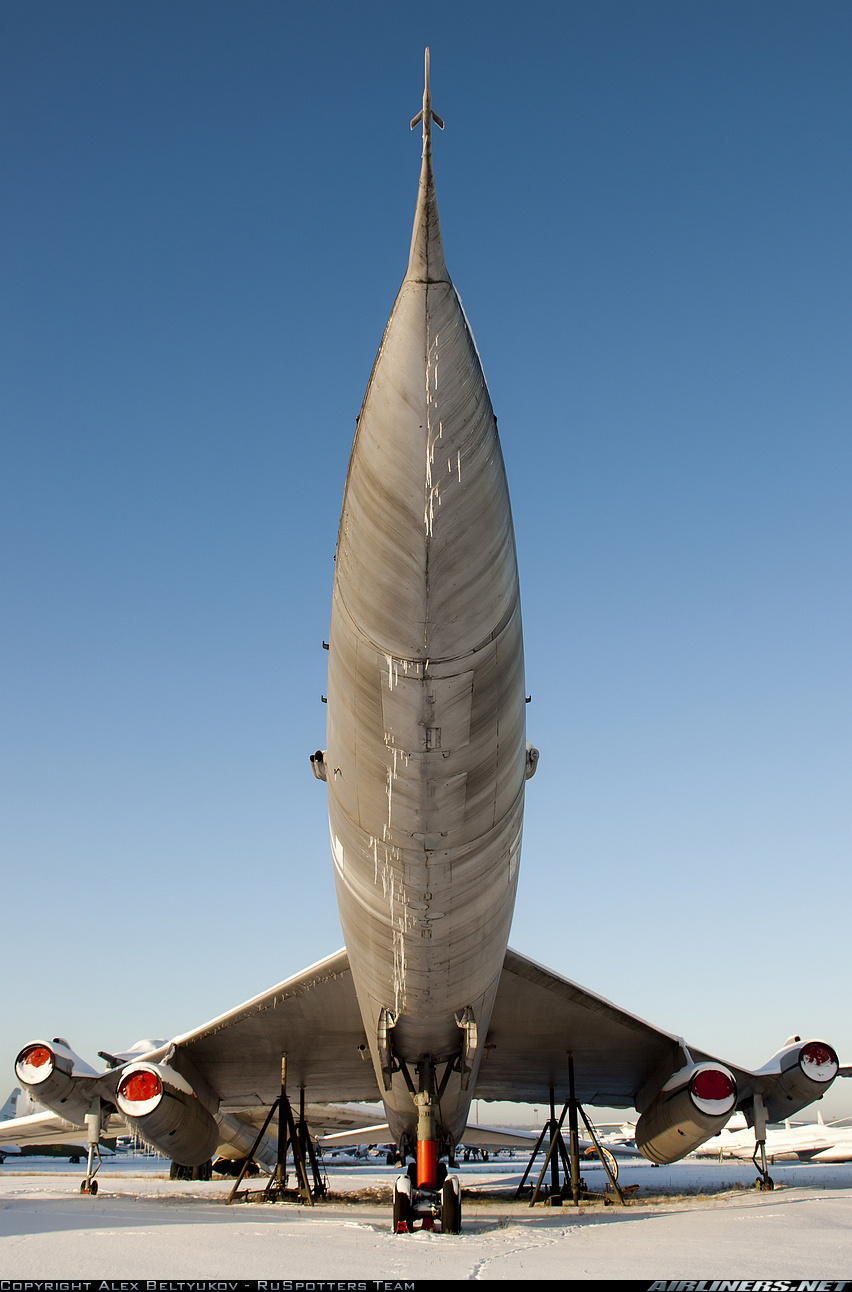
L'Myasischev M-50 esposto presso il Museo centrale delle aeronautiche militari di Monino

L'equipaggio era composto da due o tre elementi, e la grande stiva interna permetteva il carico di circa 30 tonnellate di bombe, sia nucleari sia convenzionali. In particolare, l'aereo avrebbe dovuto trasportare il missile da crociera M-61.
Non sono note le differenze tra M-50 ed M-52, a causa del fatto che si trattava di un progetto top secret su cui vennero diffuse pochissime informazioni. Inoltre, l'unico esemplare costruito di M-52 è andato perduto.
Comunque, la grande differenza tra i due aerei riguardava fondamentalmente la propulsione. Infatti, i motori montati sull'M-50 non erano quelli definitivi, a causa del fatto che lo sviluppo aveva subito dei ritardi. Anche le prestazioni (velocità massima nell'ordine di Mach 0,99) non erano eccezionali.
Risultati decisamente migliori si ottennero con i nuovi motori. Probabilmente, si trattava di Solovyev D-15 da 13.000 kg di spinta, ma alcune fonti parlano di Koliesov da 18.145 kg di spinta, oppure di Zubetc di tipo imprecisato. Comunque, grazie al nuovo impianto propulsivo, l'M-52 aveva una velocità di crociera nell'ordine dei 1.500 km/h, con spunti fino a 1.950. La massima tangenza operativa era di 16.400 metri, e l'autonomia di 7.400 km (secondo altre fonti, sarebbe stata di oltre 10.000 km. Tuttavia, non è chiaro a quale versione sia riferito tale valore). Comunque, la capacità di colpire obiettivi a grande distanza era veramente notevole, visto che all'autonomia occorre anche aggiungere il fatto che il missile M-61 (il suo sistema d'arma principale) avrebbe dovuto avere una gittata di 1.000 km.
Il Bounder non entrò mai in servizio, e venne costruito i soli due esemplari. In Occidente fu ritenuto in aereo molto avanzato, anche se pare avesse grossi problemi nel volo ad alte velocità.

## Esemplari attualmente esistenti
Oggi ne sopravvive solo uno, l'M-50, conservato al museo dell’aviazione di Monino.

## Myasishchev M-54
Un'ulteriore evoluzione probabilmente avrebbe dovuto essere il Myasishchev M-54, aereo rimasto interamente sulla carta e di cui si conosce pochissimo. Il progetto base sembra fosse lo stesso dell'M-50/52, ed in pratica si distingueva solo per la forma delle ali, a delta. I quattro turbogetti avrebbero dovuto essere posizionati a coppie sotto le ali, e le dimensioni sarebbero state più o meno le stesse del B-58 Hustler americano.